# Cabassous centralis
El armadillo de cola desnuda, también conocido como armadillo centroamericano, armadillo cola de zorro, mulita, armadillo de cola desnuda de Centro América, armadillo cola de trapo o tatú de rabo molle (Cabassous centralis), es una especie de mamífero cingulado de la familia Chlamyphoridae. No se conocen subespecies.
Su longitud total es de 30 a 40 cm y su peso corporal de 2.5 a 3.5 kg. Su cuerpo aplanado y robusto posee miembros cortos, cabeza y hocico cortos y anchos, orejas redondeadas y cola corta y desnuda en su mayor parte. Tiene solo algunas placas epidérmicas color rosa-grisáceo. Su parte dorsal es café-gris oscuro con bordes del caparazón amarillos; este último es de bandas flexibles y le sirve de protección. Sus patas delanteras poseen cinco garras anchas y largas, la del dedo medio es notablemente grande. La especie es nativa del sur de México, América Central y norte de Sudamérica; en México se distribuye en las tierras bajas del este de Chiapas, desde el nivel del mar hasta los 1,800 m s. n. m. Prefiere el bosque tropical perennifolio y es visto con mayor frecuencia en la temporada de secas al borde de las selvas o en áreas abiertas. Generalmente habita en clima cálido - húmedo con temperatura media mayor a 22 °C y precipitación mayor a los 100 mm. La NOM-059-SEMARNAT-2010 considera a la especie en peligro de extinción. La principal amenaza para su conservación es la pérdida de hábitat. Anualmente se pierden miles de hectáreas de bosque tropical perennifolio por las actividades agrícolas y ganaderas en la Selva Lacandona. La especie no tiene presión de la cacería ya que su carne tiene olor muy penetrante, y desagradable por lo que también se le conoce como armadillo zopilote.

## Descripción

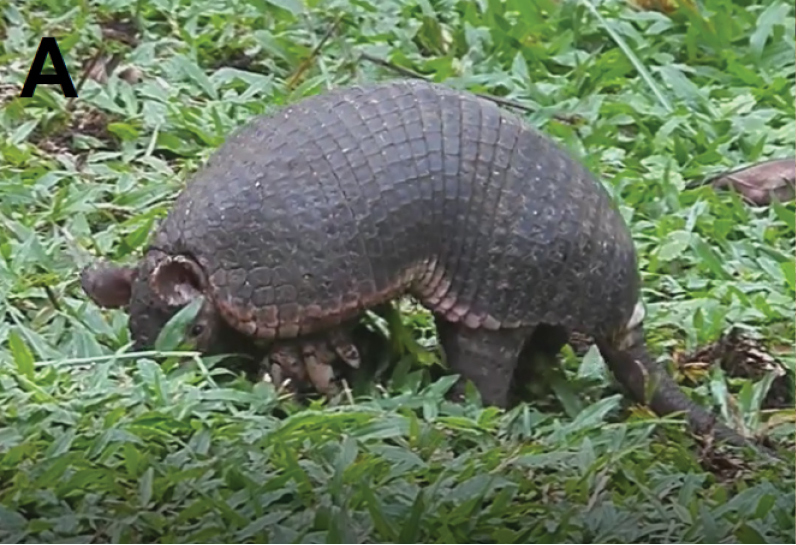
Un armadillo colo desnuda en el césped.

Tiene una cara ancha y lisa. Cola corta de menor tamaño que la mitad de la longitud del cuerpo y la cabeza; la cara es desnuda (tiene unas pocas placas pequeñas presentes) de color pardo-rosado pálido. Parte dorsal en su mayoría es de color café parduzco oscuro, borde del caparazón amarillento. Placas largas, con formas cuadradas un tanto toscas; presencia de 10-13 bandas inconspícuas móviles sobre la espalda. Cabeza ancha, ampliamente espaciada alrededor de las orejas. En cada pata tiene 5 garras; garras de las patas delanteras son anchas y largas, garra del medio es muy larga, cerca de la mitad del tamaño de la pata (Elizondo, 1999).
Un adulto encontrado en el parque nacional Manuel Antonio, pesaba 2 kg. y medía 417 mm. (Elizondo, 1999).

## Distribución
El área de distribución se extiende desde Chiapas (suroeste de México), pasando por América Central (Belice, Guatemala, El Salvador, Honduras, Nicaragua, Costa Rica, Panamá) hasta el occidente de Colombia, noroeste de Ecuador y noroeste de Venezuela, con una variación altitudinal desde el nivel del mar hasta 3.000 m s. n. m.

## Hábitat
Vive en bosques secos, bosques húmedos (Elizondo, 1999).

## Comportamiento
Son nocturnos, solitarios y tienen hábitos fosoliares (excavan huecos) y se les conoce como “armadillo zopilote” por su desagradable olor.su sonido al olfatear es muy parecido al de un puerco y a la hora de huir suelen ser bastante rápidos casi igualando la velocidad de una persona promedio al correr. Cuando es atacado se protege enrollando su cuerpo en forma de una pelota, quedando descubierto sólo su caparazón. También pueden gruñir fuerte cuando se siente atacado (Elizondo, 1999).

## Alimentación
Su dieta incluye gran cantidad de insectos (larvas, escarabajos, hormigas), lagartijas y otros animales pequeños (Elizondo, 1999).